# تنغ جولان (كوشك)
تنغ جولان (بالفارسية: تنگ جولان) هي منطقة سكنية تقع في إيران في قسم كوشك الريفي. يقدر عدد سكانها بـ 136 نسمة بحسب إحصاء 2016.